# Mehmed V
Mehmed V (thường gọi là Reşat Mehmet; 2 tháng 11 năm 1844 – 3 tháng 7 năm 1918) là vị sultan thứ 35 của đế quốc Ottoman, ở ngôi từ ngày 27 tháng 4 năm 1909 đến khi qua đời. Dưới thời ông, quân Ottoman tham gia các cuộc chiến tranh vùng Balkan và Chiến tranh thế giới thứ nhất.

## Thân thế

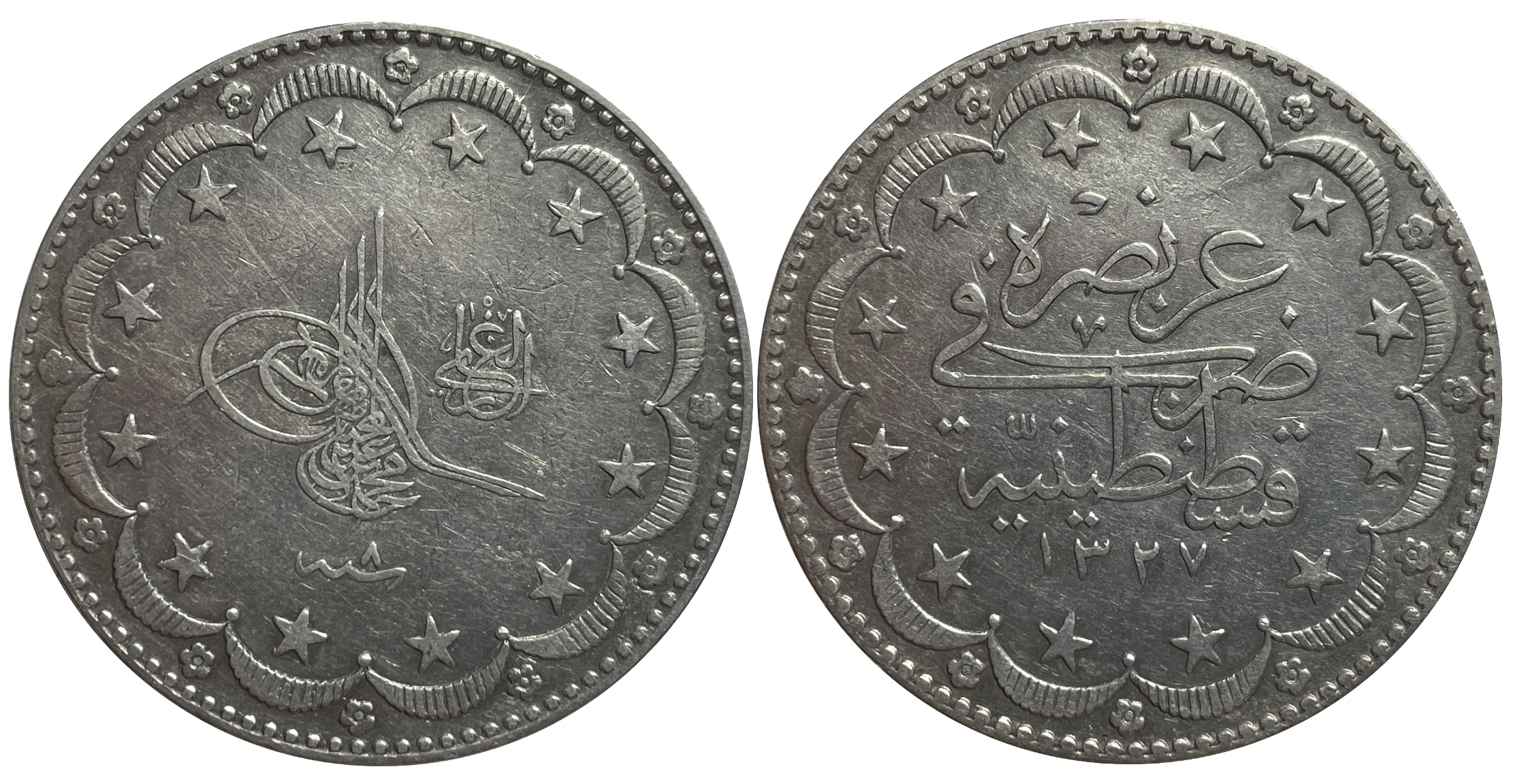
Xu bạc 20 kurus Mehmed V, đúc năm 1916

Mehmed V chào đời ngày 2 tháng 11 năm 1844 ở thủ đô Constantinopolis, là con của Abdülmecid I và Gülcemal Kadin Efendi. Mẹ Mehmed, Gülcemal (1826 ở Kavkaz - 16 tháng 11 năm 1851 ở Ortaköy, điện Ortaköy), tên khai sinh là Sofiya, là người Circassian, không trở thành Hoàng Thái hậu vì bà đã qua đời trước khi con mình lên làm vua.
Mehmed Reshad sống ẩn dật cho đến khi lên ngôi năm 1909, sau khi vua anh Abdülhamid II bị lật đổ trong cuộc khởi nghĩa của nhóm Thanh nhiên Thổ. Lúc đó, ông đã 64 tuổi.

## Làm vua
Mehmed được xem là một người hoà nhã, hay phục tùng mệnh lệnh, học giỏi, và là một chính trị gia yếu kém. Mùa hè năm ông lên ngôi, hiến pháp được xét duyệt lại. Theo đó, Sultan không hề nắm quyền hay trị vì, và phải làm theo quyết định phê chuẩn của quốc hội. còn thực quyền về tay Ba vị Pasha (bao gồm Enver Pasha, Talat Pasha, Cemal Pasha) và Đại Vizia Mahmud Shevket Pasha.

### Mất nhiều lãnh thổ
Dưới thời Mehmed V, quân Ottoman tham gia những cuộc chiến tranh vùng Balkan (1912 - 1913) và cuộc chiến tranh với Vương quốc Ý năm 1912. Kết quả vô cùng tồi tệ: đế quốc Ottoman thất bại, mất hầu hết các phần đất ở châu Âu, và cả tỉnh Ottoman cuối cùng ở Bắc Phi là Tripoli, thậm chí có lần mất cả cố đô Erdine (lấy lại năm 1913). Những người nắm thực quyền trong triều đình đều phải chịu trách nhiệm về những thất bại này.

### Chiến tranh thế giới thứ nhất

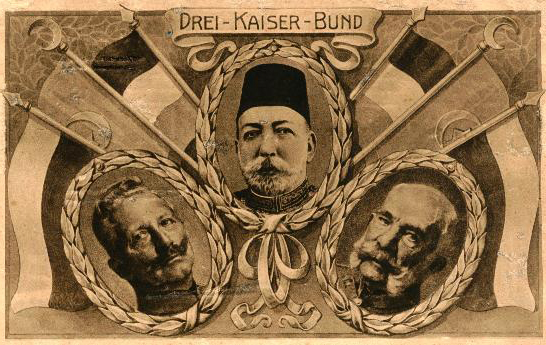
Wilhelm II, Mehmed V, Franz Joseph: Ba hoàng đế của phe Liên minh Trung tâm trong Chiến tranh thế giới thứ nhất.

Năm 1914, Mehmed V không đồng tình việc liên minh với Đức. Tuy nhiên, sau khi Enver đẩy Thổ Nhĩ Kỳ vào phe Liên minh Trung tâm trong cuộc Chiến tranh thế giới thứ nhất, Mehmed V kêu gọi thánh chiến chống phe Hiệp ước, mục đích để tập hợp lại những thần dân Ả Rập của ông, và cả những nước của người Ả Rập chịu sự cai trị của các đế quốc Anh và Pháp. Đây là sự kiện nổi bật duy nhất dưới thời Mehmed, vì đó là lần cuối cùng mà khalip kêu gọi phát động thánh chiến.
Lời kêu gọi của khalip không mấy thành công, dù nhiều tín đồ Hồi giáo sống ở đế quốc Ottoman, và trung thành với nhà vua. Người Ả Rập cuối cùng đã liên minh với Anh Quốc và chống lại nhà Ottoman trong cuộc khởi nghĩa Ả Rập năm 1916.
Ngày 15 tháng 10 năm 1917, Mehmed V gặp gỡ hoàng đế Đức là Wilhelm II (1888 - 1918) - đồng minh của ông - ở Constantinopolis. Ông được phong làm Nguyên soái của vương quốc Phổ ngày 27 tháng 1 năm 1916 và của đế quốc Đức ngày 1 tháng 2 năm 1916.

## Qua đời
Ông qua đời ngày 3 tháng 7 năm 1918 ở điện Yıldız, hưởng thọ 73 tuổi, chỉ 4 tháng trước khi chiến tranh kết thúc. Như vậy, ông đã không sống được đến ngày sụp đổ của đế quốc Ottoman.
Trong thời chiến, Mehmed V không mấy tham gia đến việc nước. Trong cuộc đời, ông thường ở điện Dolmabahçe và điện Yıldız tại thủ đô Constantinopolis. Ông được chôn cất ở quận Eyüp lịch sử, thuộc thành phố Istanbul ngày nay.
Em trai ông lên làm sultan Mehmed VI (1918 – 1922).